# Vasalgel
Vasalgel és un contraceptiu químic reversible per a hòmens en forma de gel que actua fent que als conductes deferents no puguen passar els espermatozoides. El mètode d'inserció al cos és mitjançant injecció baix els efectes d'una anestèsia. L'efectivitat s'estima que dura 10 anys i és reversible de manera directa mitjançant una segona injecció d'un altre material que pren efecte mesos després.
La seua investigació va a càrrec de la Fundació Parsemus, una fundació que finança investigacions poc o gens realitzades per les empreses farmacèutiques.
| 2014 | 8 babuïns                       | Èxit durant mesos                                  |
| 2016 | 15 conills blancs neozelandesos | Èxit                                               |
| 2017 | 7 conills blancs neozelandesos  | Èxit total                                         |
| 2017 | 16 macaca mulatta               | Èxit total amb complicacions menors no inesperades |